# ألين عبود
ألين عبود (بالألمانية: Aline Abboud) (مواليد 23 كانون الثاني 1988 ببرلين الشرقية، الجمهورية الألمانية الديمقراطية) هي صحفية ألمانية[ ؟ ] درست فقه اللغة العربية وتعمل محررة ومذيعة في التلفزيون الألماني الثاني «تسد دي أف».
نشأت ألين عبود في حي بانكوف ببرلين لأم ألمانية وأب لبناني. حصلت على شهادة الباكالوريا من مدرسة كارل فون أوسيتسكي الثانوية سنة 2007. درست فقه اللغة العربية من سنة 2007 لغاية 2013 في جامعة لايبتسيغ. تلقت أثناء دراستها دورات تدريبية لدى العديد من وسائل الإعلام المحلية والعالمية المرئية، المسموعة والمقروءة. بدأت عبود بعد تأديتها عملاً تطوعياً في مجلس النواب الألماني (البوندستاغ) عملها في التلفزيون الألماني الثاني سنة 2016 محررة لشؤون وسائل التواصل الاجتماعي ومحررة مساعدة لبرنامج «تسد دي أف دونرستوك» مع دنيا حيالي ببرلين. انتقلت في تشرين الأول من سنة 2016 لأسرة «هويته» لتحرير الأخبار في مدينة ماينتس حيث تعمل محررة لنشرة «هويته» ومذيعة لموجز «هويته اكسبرس» الإخباريين.